# Otocinclus caxarari
Otocinclus caxarari är en fiskart som beskrevs av Schaefer, 1997. Otocinclus caxarari ingår i släktet Otocinclus och familjen Loricariidae. Inga underarter finns listade i Catalogue of Life.